# Isetta

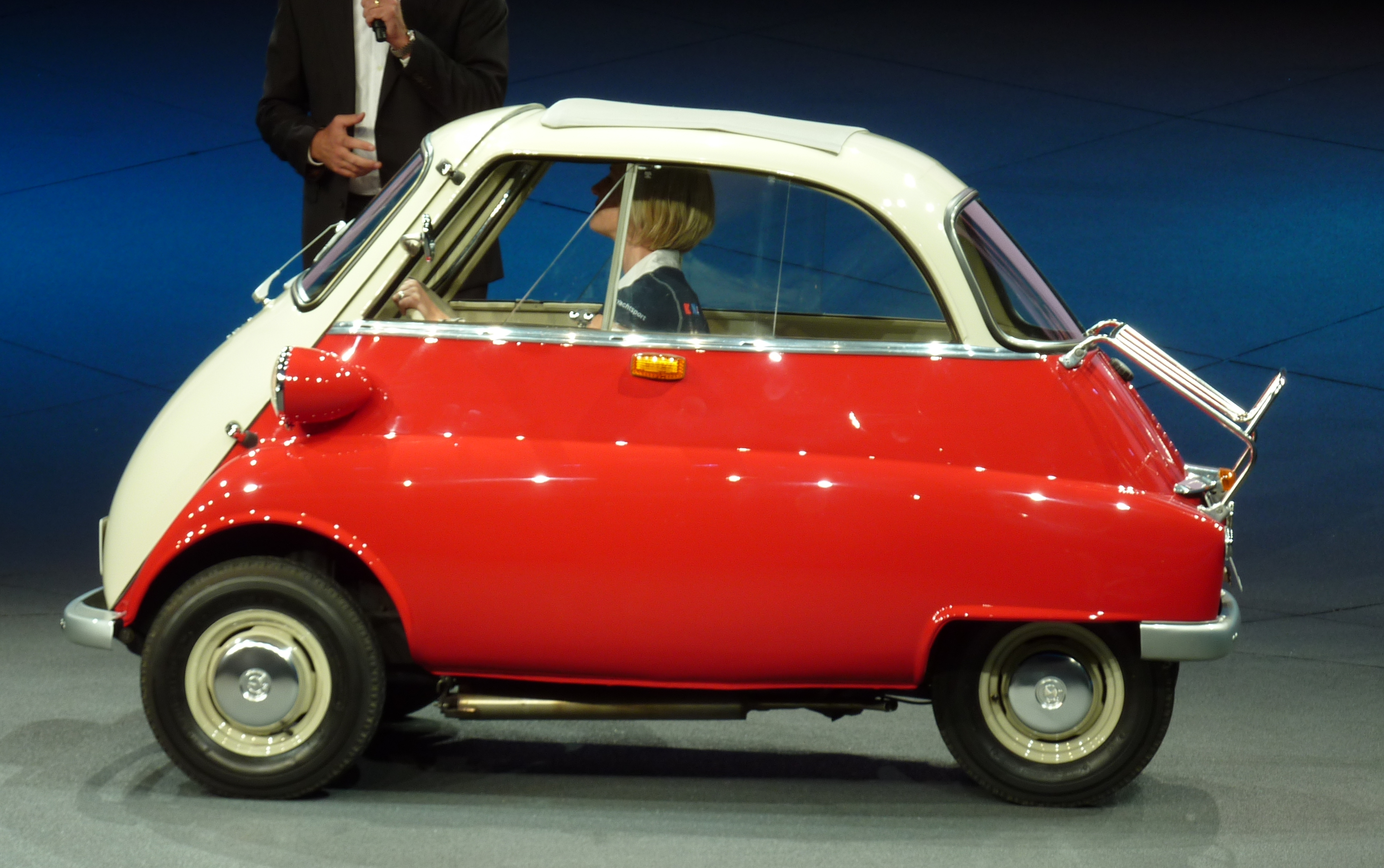
BMW Isetta at the IAA 2009.

O Isetta foi um dos microcarros produzido nos anos posteriores à Segunda Guerra Mundial. Embora o desenho seja originário da Itália, construíram-se noutros países como Espanha, Bélgica, França, Brasil, Alemanha e Reino Unido.
Em 9 de abril de 1953, a empresa italiana Iso Automotoveicoli, fabricante de motocicletas e triciclos comerciais, apresentou no salão de Turim um projeto iniciado em 1952 denominado Isetta, que consistia em um automóvel de baixo custo, voltado para a realidade da economia do pós-guerra italiano. Projetado pelo engenheiro aeronáutico Ermenegildo Preti e seu colaborador Pierluigi Raggi, possuía características peculiares, como porta frontal para facilitar o acesso ao interior do veículo, pequenas dimensões, boa dirigibilidade e performance suficiente para a época (máxima de 85 km/h) com um consumo de até 25 km com apenas um litro de gasolina. Apesar dos evidentes dotes de racionalidade e economia, sua vida na Itália teve curta duração e sua fabricação encerrou-se em 1956.

## Características técnicas

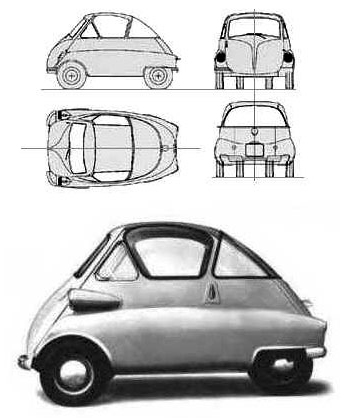
Quatro vistas de uma Iso Isetta, muito semelhante ao modelo produzido no Brasil.

As características apresentadas correspondem ao modelo Romi Isetta 300 de Luxe, fabricado entre 1959 e 1961, equipado com um motor de quatro tempos fabricado pela BMW.

### Motor
BMW, ciclo de quatro tempos, resfriado por turbo ventilador, um cilindro com 72mm de diâmetro e 73mm de curso, 298 cm³ (300 cc), taxa de compressão de 7:1, potência de 13 hp a 5200 rpm. Bloco e cabeçote construídos em alumínio fundido. Cabeçote com câmara de combustão hemisférica, válvulas em "V" e fluxo cruzado entre admissão / escapamento (cross-flow).

### Chassi
- Chassi rígido, construído com tubos de aço.
- Suspensão dianteira independente, sobre braços oscilantes, molas helicoidais e amortecedores hidráulicos; suspensão traseira por meio de dois feixes de molas quarto elípticas e amortecedores hidráulicos telescópicos.
- Direção por meio de volante com caixa de redução; diâmetro de viragem de aproximadamente 8 metros.
- Rodas de disco de aço, com aros em duas peças para facilitar a montagem dos pneus; pneus 4,50 x 10"; pressões dos pneus dianteiros 16 psi, pressões dos pneus traseiros 14 psi.
- Distância entre eixos 1,50m; bitola dianteira 1,20m; bitola traseira, 0,52m.
- Freios hidráulicos nas quatro rodas, com superfície total de 325 cm².

### Lubrificantes
Óleo de motor SAE 30, para o motor; óleo de motor SAE 40, para a caixa de câmbio.

### Instalação e equipamentos elétricos
Dínamo de 130W, com regulagem de tensão; vela Bosch W 240T 1.

### Dimensões e pesos
- Comprimento, 2,285m; largura, 1,38m; altura, sem carga, 1,34m; altura livre do solo, 20,7 cm.
- Peso, em condições de marcha, aproximadamente 350 kg; carga útil, 230 kg.

O tanque de combustível tem capacidade para aproximadamente 13 litros, incluindo cerca de 3 litros para reserva. A caixa de câmbio tem capacidade para 1,75 litros.

### Desempenho
- Velocidade máxima estimada, 85 km/h.
- Consumo de combustível, média de 25 km/l.

## BMW Isetta

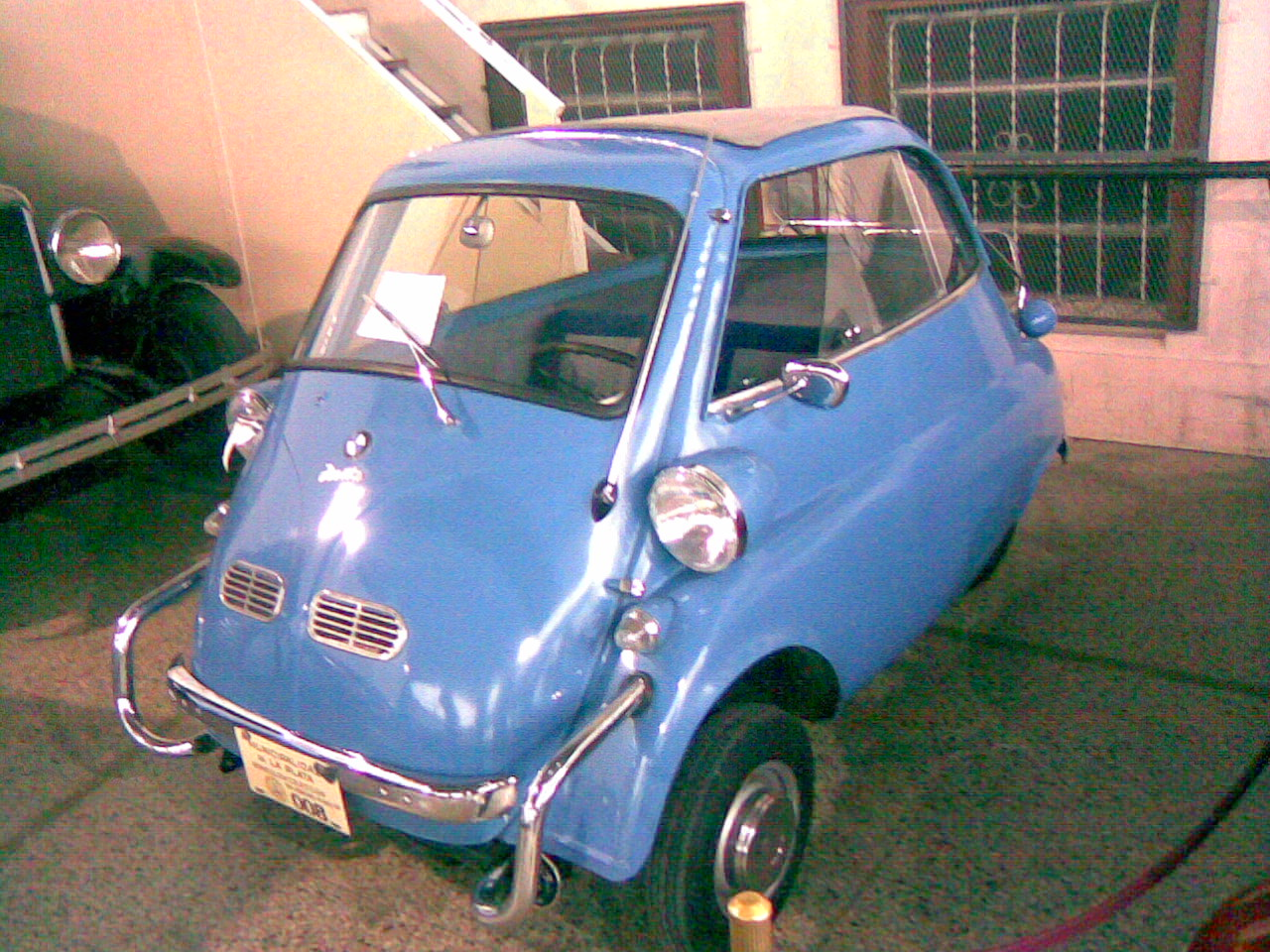
O BMW Isetta

Em 1955, a ISO concedeu licença ao fabricante bávaro BMW para a fabricação do BMW-Isetta na Alemanha, cuja empresa adotou um motor monocilíndrico de produção própria, de 243cc, para equipar o veículo.
A produção do BMW Isetta iniciou-se no mesmo ano.
Em 1957, a BMW lança o BMW 600, baseado no Isetta mas com maiores dimensões, motor traseiro de 2 cilindros e capacidade para quatro passageiros.
Em maio de 1962, a BMW encerrou a produção do BMW Isetta. Foram construídas 161 728 unidades.

## Romi-Isetta

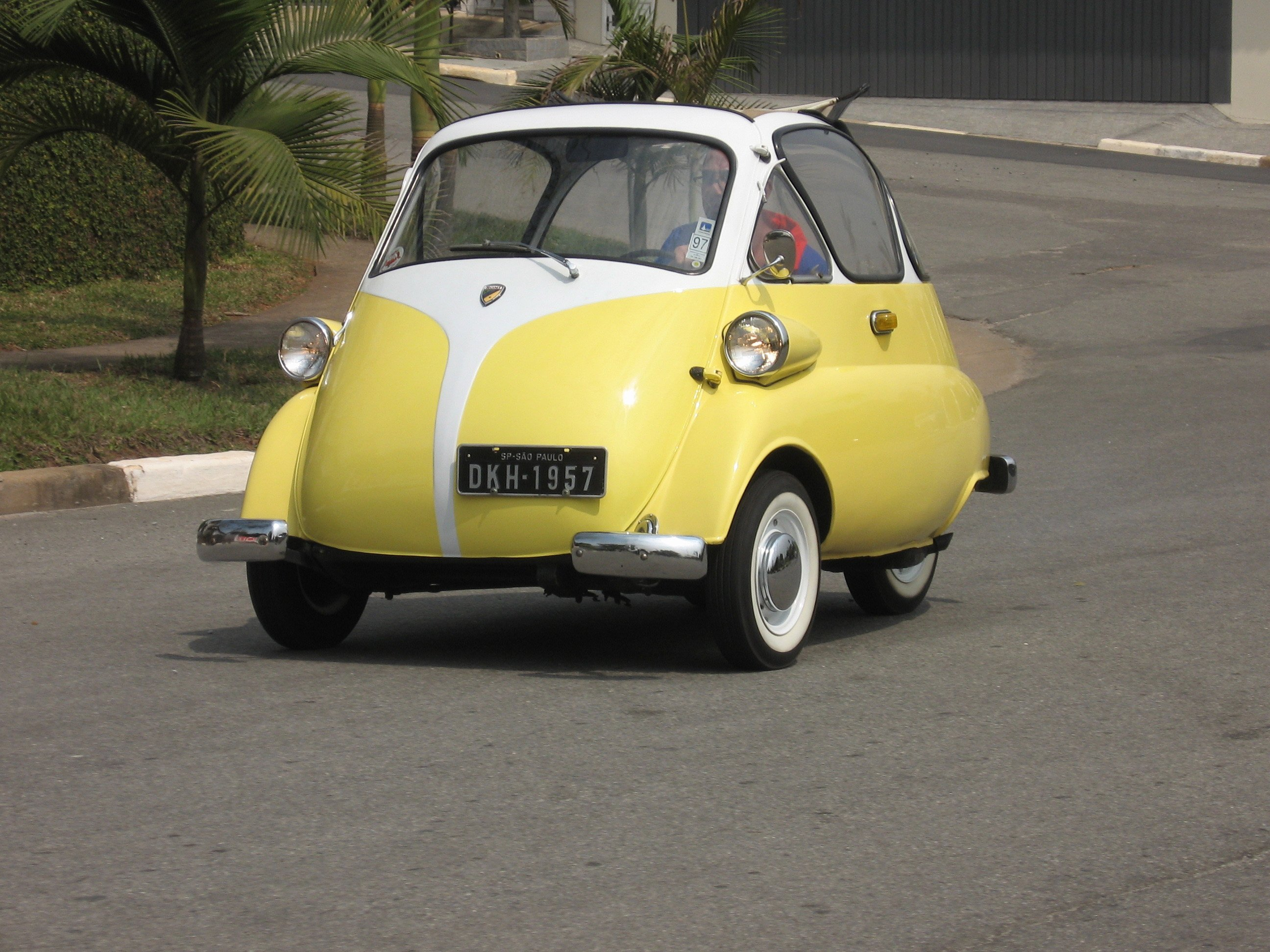
Romi-Isetta, automóvel brasileiro, produzido pela empresa barbarense Romi.

O Romi-Isetta foi um automóvel produzido no Brasil entre 1956 e 1961, pelas Indústrias Romi S.A., com sede em Santa Bárbara d'Oeste, no interior de São Paulo.
Em 1955, a Iso concedeu os direitos de produção do Isetta para a empresa brasileira Indústrias Romi S.A., fabricante de máquinas industriais e agrícolas fundada em 1930 pelo comendador Américo Emílio Romi e seu enteado Carlos Chiti, com sede em Santa Bárbara d'Oeste (São Paulo).
Em 28 de agosto de 1955, foi publicada a notícia no jornal Diário de São Paulo informando que as indústrias Romi produziriam o Romi-Isetta no país. Lançado em 5 de setembro de 1956, o Romi-Isetta, equipado com um motor de dois tempos e uma única porta frontal, se consistiu no primeiro automóvel de passeio de fato fabricado em território brasileiro.
A estratégia de publicidade adotada pelo fabricante visava a expor o modelo a diferentes públicos: de segundo carro para a família ao estudante universitário. Algumas peças publicitárias foram criadas visando o público feminino, como por exemplo o anúncio que exibia uma mulher saindo de uma gaiola para entrar em um Romi-Isetta, com os dizeres "agora sou livre".
Em 1959, o Romi-Isetta passou a ser equipado com um motor de quatro tempos de fabricação BMW.
Até 13 de abril de 1961, dia em que foi encerrada a produção no Brasil, haviam sido fabricadas cerca de três mil unidades em Santa Bárbara d'Oeste, muitas das quais ainda hoje permanecem nas mãos de colecionadores.